# Bukowiec (Sieradz)
Pour les articles homonymes, voir Bukowiec.
Bukowiec est une localité polonaise de la gmina de Brąszewice, située dans le powiat de Sieradz en voïvodie de Łódź.